# Олаф Янссен
Олаф Янссен (нім. Olaf Janßen, нар. 8 жовтня 1966, Крефельд, Німеччина) — німецький футболіст, що грав на позиції півзахисника. По завершенні ігрової кар'єри — тренер, головний тренер команди «Вікторія» (Кельн).
Виступав, зокрема, за клуб «Кельн», а також олімпійську збірну Німеччини.

## Клубна кар'єра
Народився 8 жовтня 1966 року в місті Крефельд. Вихованець футбольної школи клубу «Баєр Юрдінген».
У дорослому футболі дебютував 1985 року виступами за команду клубу «Кельн», в якій провів одинадцять сезонів, взявши участь у 209 матчах чемпіонату. 
Протягом 1996—2000 років захищав кольори команди клубу «Айнтрахт».
Завершив професійну ігрову кар'єру у клубі «Беллінцона», за команду якого виступав на правах оренди протягом 2000 року.

## Виступи за збірну
1988 року захищав кольори олімпійської збірної Німеччини у Сеулі 1988. У складі цієї команди провів 3 матчі.

## Кар'єра тренера
Розпочав тренерську кар'єру невдовзі по завершенні кар'єри гравця, 2003 року, увійшовши до тренерського штабу клубу «Мюнхен 1860», де пропрацював з 2003 по 2004 рік.
2006 року виконував обов'язки головного тренера у «Рот Вайс» (Ессен),
2013 року став головним тренером команди «Динамо» (Дрезден), тренував дрезденський клуб один рік.
Влітку 2006 року став асистентом головного тренера «Штутгарта» Йоса Луукая, у вересні того ж року протягом двох турів виконував обов'язки головного тренера команди.
2017 року очолював тренерський штаб команди «Санкт-Паулі». У січні 2018 року був призначений головним тренером «Вікторії» (Кельн).

## Титули і досягнення
- Чемпіон Європи (U-16): 1984
- Бронзовий олімпійський призер: 1988